# كأس النرويج 1960
كأس النرويج 1960 (بالنرويجية: Norgesmesterskapet i fotball for menn 1960)‏ هو الموسم 55 من كأس النرويج. أشرف على تنظيمه اتحاد النرويج لكرة القدم، وفاز فيه نادي روسنبورغ.